# Temos
Temos bezeichnet die weltweite Zertifizierung von Krankenhäusern, Kliniken, Dental-Praxen, Rehabilitations-Zentren und anderen Einrichtungen nach deutschen Standards und baut ein globales Kompetenznetzwerk von Krankenhäusern und anderen medizinischen Einrichtungen (zum Beispiel Arztpraxis, Poliklinik) auf. Temos wurde 2004 im Rahmen eines ESA-Projekts gegründet und im DLR (Deutsches Zentrum für Luft- und Raumfahrt) sowie am Universitätsklinikum der RWTH Aachen weiterentwickelt. Ziel ist die Optimierung der medizinischen Versorgung für Patienten weltweit und international. Die schließt explizit auch Reisende und Auslandstätige ein.

## Geschichte
2004 wird das Temos-Projekt unter der Schirmherrschaft der europäischen Raumfahrtagentur ESA (ARTES 3 Programm) ins Leben gerufen und in den folgenden Jahren im DLR (Deutsches Zentrum für Luft- und Raumfahrt) und am Universitätsklinikum der RWTH Aachen weiterentwickelt.
2005 werden erste Krankenhäuser in Südeuropa und der Türkei evaluiert und zertifiziert. MedSky wird als Plattform in das Telemedizinkonzept von TEMOS eingebunden. Interne Tests mit elektronischen Patientenakten und dem Buchungssystem für Videokonferenzen werden durchgeführt. Der Aufbau der Datenbank mit validierten Informationen über Krankenhäuser und Arztpraxen weltweit beginnt.
2006 wird aufgrund des Projekterfolgs der Entschluss gefasst, auf eine Ausgründung von Temos als privatwirtschaftliches Unternehmen hinzuarbeiten. Eine „Mobile Telemedizinstation“, die in entlegenen Gebieten zur Anwendung kommt, wird getestet und ist einsatzbereit. Gemeinsam mit zwei Pilotpartnern wird die Installation der Telemedizinplattform erfolgreich vorbereitet. Weitere Krankenhauszertifizierungen werden durchgeführt.
2007 wird Temos offiziell vom DLR als Ausgründungsprojekt eingestuft. Die Temos-Datenbank enthält ca. 1.000 Datensätze über medizinische Einrichtungen weltweit. Indonesien wird das erste Land in Südostasien, das am Netzwerk teilnimmt. Erste Telekonsultationen werden in die Praxis umgesetzt: Im August gibt ein Spezialist aus Brasilien eine Zweitmeinung zu einem Herzpatienten auf Kreta.
2008 umfasst die Temos-Datenbank Informationen mit mehr als 1.800 medizinische Einrichtungen weltweit. Unter dem Titel „Telemedizin im globalen Dialog“ wird ein Teleteaching-Programm für Studenten angeboten. Die ersten Partner in Indonesien und Thailand werden zertifiziert. Temos dehnt seinen Aktionsradius auf alle Kontinente aus.
2009 wird die erste internationale Temos Konferenz "Healthcare Abroad and Health Tourism" durchgeführt.
2010 erfolgt die Ausgründung der Firma Temos aus dem DLR. Trennung von dem Geschäftsbereich "Telemedizin" und Fokussierung auf den Bereich "Akkreditierung" unter "Temos International".
2013 – 2017 Entwicklung der Qualitätsprogramme "Quality in International Patient Care", "Excellence in Medical Tourism", "Quality in International Dental Care", "Quality in International Rehabilitation Care", "Quality in International Reproductive Care", "Quality in International Eye Care" und "Quality in International Medical Travel Coordination", das erste Programm für nicht-medizinische Einrichtungen.
2018 Temos International Healthcare Accreditation (TIHA) entwickelt das Programm "Quality in International Pharmacy Services" und die eigenen Standards "Excellence in Medical Tourism" und "Quality in International Patient Care" für Krankenhäuser und Kliniken.
2019 Akkreditierung der Standards "Excellence in Medical Tourism" und "Quality in International Patient Care" durch ISQua/IEEA. Entwicklung der Standards "Excellence in Dental Tourism" und "Quality in International Dental Care" für Krankenhäuser, Kliniken und Praxen sowie deren Akkreditierung durch ISQua/IEEA. Entwicklung der Standards "Excellence in Rehabilitation Care", "Quality in International Rehabilitation Care", "Excellence in Reproductive Care" und "Quality in International Reproductive Care".

## Aktivitäten
- Akkredtierung medizinischer und nicht-medizinischer Einrichtungen weltweit nach eigenen, CDC, WHO etc. Standards, die gemeinsam mit internationalen und unabhängigen Experten entwickelt wurden
- Aufbau und Pflege einer Datenbank mit den erfassten und überprüften Daten der Kunden weltweit
- Aufbau und Pflege eines EDV-gestützten Fragebogensystems sowohl für den (potentiellen) Kunden als auch für den Mitarbeiter
- Ständige Weiter- und Neu-Entwicklung von Qualitäts-Programmen
- Aufbau und Durchführung der Temos Academy mit der Kunden, Partner wie auch Mitarbeiter geschult werden
- Aufbau und Umsetzung der Temos Consultancy mit der potentielle Kunden und auch Kunden sowie Partner im Bereich des Qualitäts-Managements beraten werden
- Aufbau und Pflege der Temos Alliance mit dem Ziel der Vernetzung aller Temos-Partner untereinander zur Schaffung und Verbesserung von Wertschöpfungsketten und der Optimierung der Dienstleistungen untereinander mit Hilfe des internationalen und interkulturellen Kommunikation und des Austausches